# Leeton (New South Wales)
Leeton (6.733 Einwohner) ist eine Stadt in der Riverina, im Staat Neu-Süd-Wales in Australien, 580 Kilometer westlich von Sydney und 450 Kilometer nördlich von Melbourne. Die Stadt ist Verwaltungssitz des Leeton Shire.
Leeton liegt im Mittelpunkt des Murrumbidgee-Bewässerungsgebiets (Murrumbidgee Irrigation Area, M.I.A.), einer der landwirtschaftlich ertragreichsten Gegenden Australiens, in der vor allem Zitrusfrüchte, Aprikosen, Wein, Reis und Weizen angebaut werden.
Die Stadt ist Geschäftssitz von SunRice, des größten Reishandelsunternehmens Australiens.
Leetons Grundriss mit in konzentrischen Kreisen angeordneten Straßen wurde vom amerikanischen Architekten Walter Burley Griffin entworfen, ebenso wie die Hauptstadt Canberra und die Nachbarstadt Griffith.
1912 wurden die ersten öffentlichen Gebäude (Wasserturm, Post) für die zunächst aus Zelten bestehende Siedlung errichtet. Die offizielle Gründung erfolgte 1913 mit dem Start für den Verkauf von Baugrundstücken.

## Fotogalerie

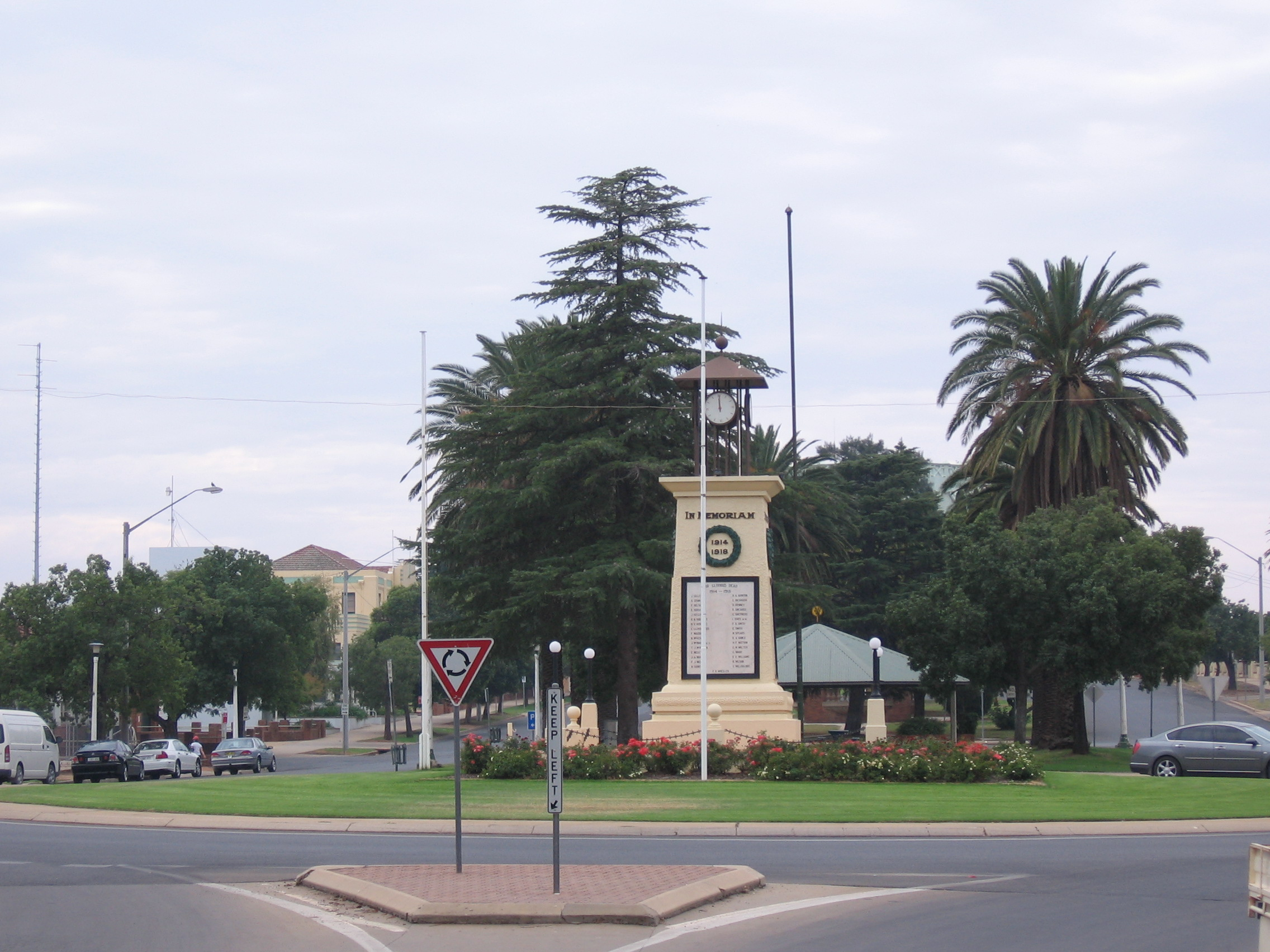
Kriegsdenkmal.
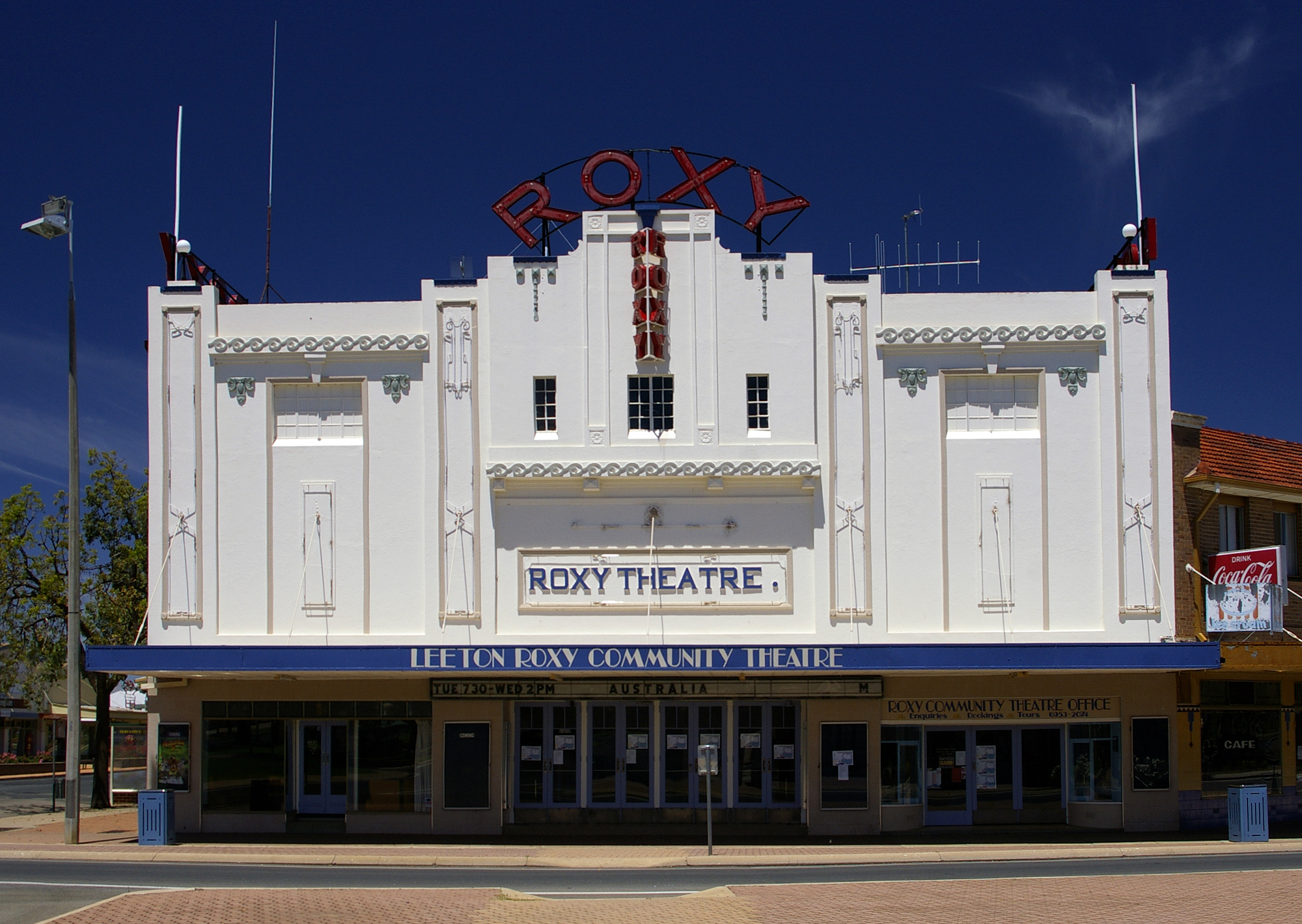
Das Roxy (Kino und Theater)
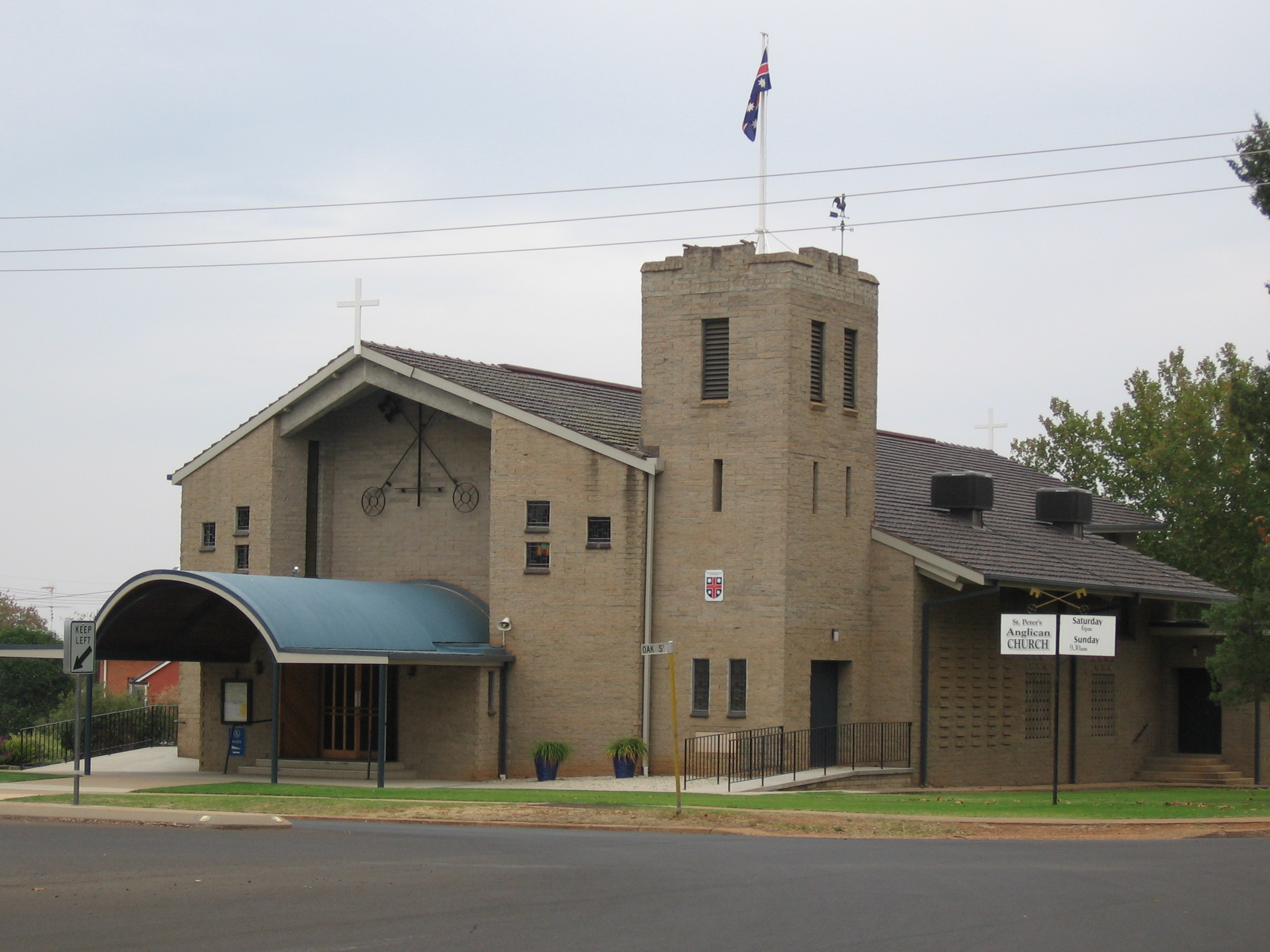
Die anglikanische Kirche St. Peter.

## Söhne und Töchter der Stadt
- John Faulkner (* 1954), Politiker
- Matthew Dunn (* 1973), Schwimmer
- Mala Ghedia (* 1976), Schauspielerin und Synchronsprecherin